# Margherita Costa
Margherita Costa (XVII secolo – 1657 circa) è stata una poetessa, cantante e commediografa italiana.
Il luogo di nascita è incerto tra Roma o Ferrara.
Esordì a Roma; la sua carriera toccò in seguito la corte di Ferdinando II de' Medici a Firenze, e Parigi (1647) presso il cardinale Mazarino, dove interpretò la prima opera italiana.
Le sue opere letterarie e poetiche vennero pubblicate sia in Italia sia in Francia. Fu autrice anche di scritti teatrali, tra i quali il più celebre rimane Li Buffoni, opera ridicola affine alla commedia dell'arte.

## Opere
- Istoria del viaggio d'Alemagna del serenissimo Gran Duca di Toscana Ferdinando Secondo, Venezia, 1630 circa
- La chitarra, Francoforte, Daniel Wastch, 1638
- Il violino, Francoforte, Daniel Wastch, 1638
- Per l'incendio di Pitti, Firenze, Stamperia Nuova, 1638
- Lo stipo, Venezia, 1639
- Lettere amorose, Venezia, Turini, 1639
- Flora feconda, poema, Firenze: Massi e Landi, 1640
- La selva di cipressi, Firenze: Massi e Landi, 1640
- La Flora feconda, dramma, Firenze: Massi e Landi, 1640
- Li buffoni, Firenze, Massi e Landi, 1641
- Cecilia martire poema sacro, Rome, Mascardi, 1644
- La selva di Diana, Parigi, Craimoisy, 1647
- La tromba di Parnaso, Parigi, Craimoisy, 1647
- Festa reale per balletto a cavallo, Parigi, Craimoisy, 1647
- Gli amori della Luna, Venezia, Giuliani, 1654